# Escaldabec (grup de bolets)
Els escaldabecs o les cualbres escaldabecs són bolets grans a petits, sovint de tons vermells, violacis o morats vius, caracteritzats per la coïsor a la boca que provoca menjar la carn o làmines. La cremor, que pot ser extremadament coent, les fa no comestibles. Les pluges fortes solen decolorar-les

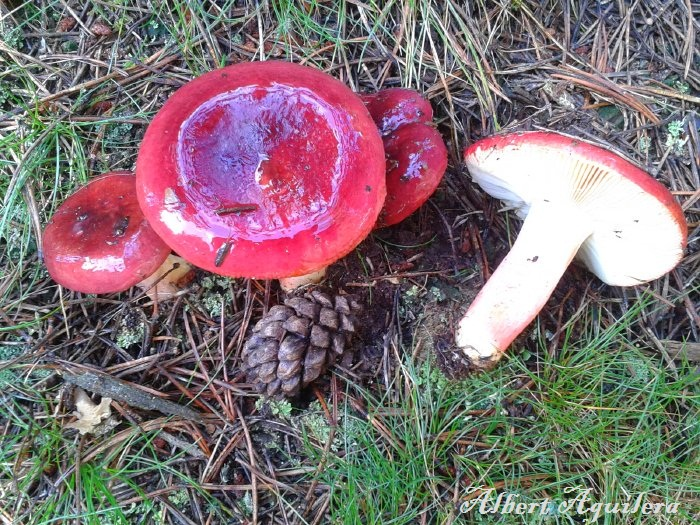
Escaldabec, marieta (Russula sanguinea)

## Espècies d'escaldabecs

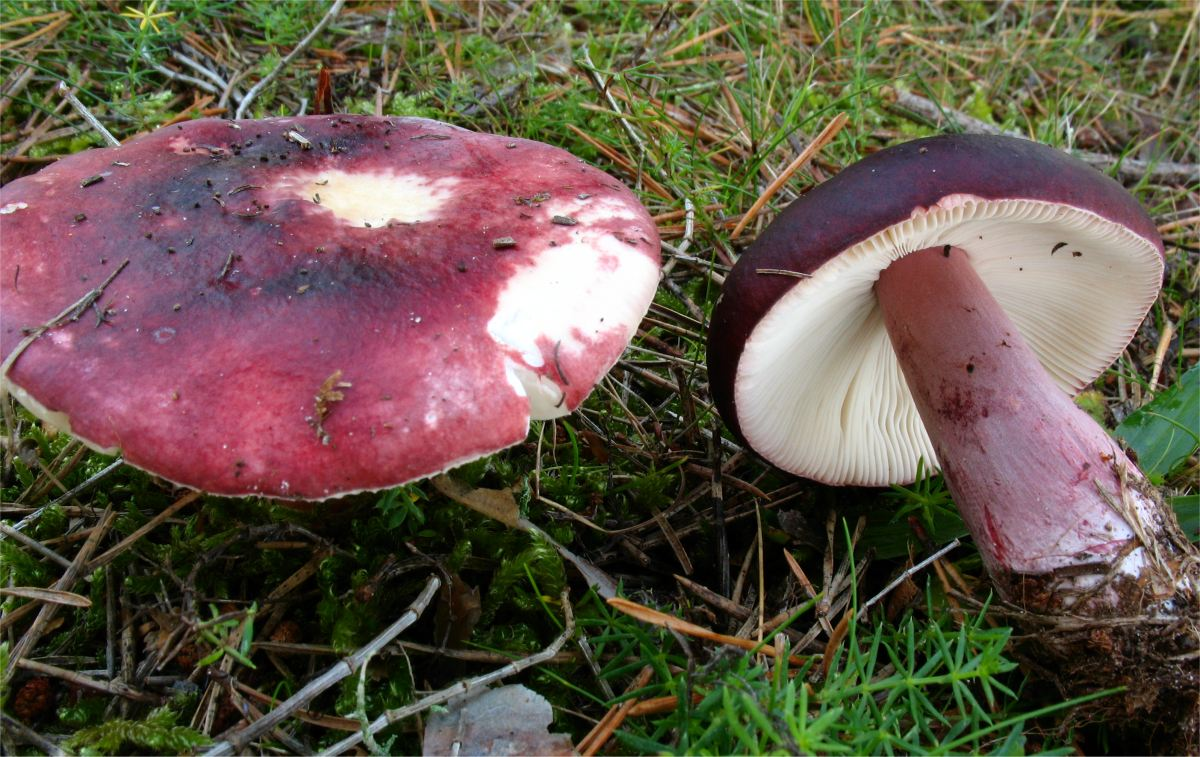
Escaldabec vinós (Russula torulosa)

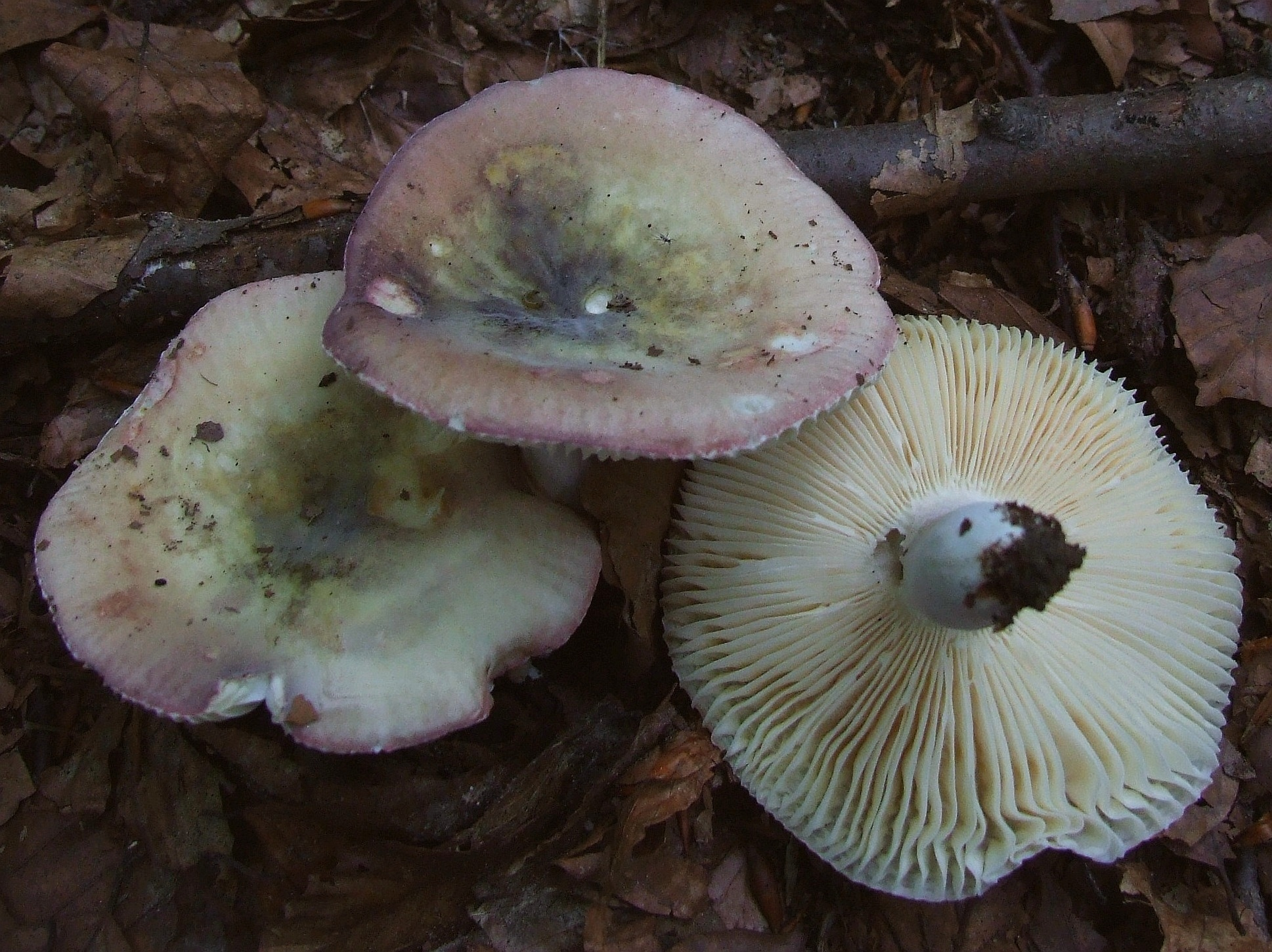
Escaldabec fràgil (Russula fragilis)

- Russula quercilicis, escaldabec clapat de roure

- Russula raoultii, escaldabec d’ivori
- Russula solaris, escaldabec daurat
- Russula nobilis, escaldabec de fageda
- Russula pelargonia, escaldabec de gerani
- Russula veternosa, escaldabec de mel
- Russula queletii, escaldabec de Quélet
- Russula decipiens, escaldabec enganyós
- Russula atropurpurea, escaldabec fosc
- Russula fragilis, escaldabec fràgil
- Russula badia, escaldabec de pi negre
- Russula veternosa, escaldabec fruitat
- Russula luteotacta, escaldabec groguenc
- Russula persicina, escaldabec persicolor
- Russula maculata, escaldabec tacat
- Russula emetica, escaldabec estriat
- Russula torulosa, escaldabec vinós (de poma)
- Russula sardonia, escaldabec vinós cornalí
- Russula sanguinaria, escaldabec, marieta